# 麦积区
麦积区是中华人民共和国甘肃省天水市下属的一个市辖区。因境内有麦积山石窟而得名。
2005年1月之前称为北道区。

## 行政区划
麦积区下辖3个街道办事处、17个镇：
道北街道、北道埠街道、桥南街道、社棠镇、马跑泉镇、甘泉镇、渭南镇、东岔镇、花牛镇、中滩镇、新阳镇、元龙镇、伯阳镇、麦积镇、石佛镇、三岔镇、琥珀镇、利桥镇、五龙镇和党川镇。